# Amt Wesenberg

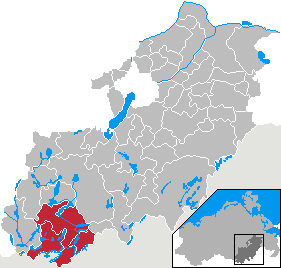
Amt Wesenberg im Landkreis Mecklenburg-Strelitz

Im Amt Wesenberg im ehemaligen Landkreis Mecklenburg-Strelitz in Mecklenburg-Vorpommern, das seit 1992 existierte, waren die Stadt Wesenberg (Amtssitz) sowie die Gemeinden Priepert, Strasen und Wustrow zur Erledigung ihrer Verwaltungsgeschäfte zusammengeschlossen. Am 1. Januar 2000 wurde die vormals selbständige Gemeinde Strasen nach Wesenberg eingemeindet. Am 1. Juli 2004 wurde das Amt Wesenberg aufgelöst und die Gemeinden zusammen mit den Gemeinden des ebenfalls aufgelösten Amtes Mirow in das neue Amt Mecklenburgische Kleinseenplatte überführt.